# Catherine Grand
Catherine Noele Grand (apellido de soltera Worlée), (Tranquebar, 21 de noviembre de 1762 – París, 10 de diciembre de 1834) fue la amante y posteriormente esposa del diplomático francés Charles Maurice de Talleyrand-Périgord, el primer hombre que ocupó el cargo de primer ministro de Francia. Desde su matrimonio en 1802 hasta su muerte fue conocida como Catherine Noele Grand de Talleyrand-Périgord, Princesa de Benevento. Madame Grand era conocida tanto por su impresionante belleza nórdica como por sus ingeniosos comentarios públicos.

## Biografía
Catherine Noele Worlée nació en la posesión danesa de Tranquebar, India. Su padre era un oficial francés destinado en Pondicherry. En 1777, su familia se mudó a Chandernagor, donde Catherine conoció a George Francis Grand, un funcionario civil británico de origen hugonote destinado en Calcuta. Se casaron en 1778 en Calcuta cuando Catherine apenas tenía dieciséis años.
Se separaron poco después de casarse debido al breve y escandaloso romance de Catherine con Sir Philip Francis, adjunto de Warren Hastings, y Madame Grand se asentó en París. En 1783, se había convertido en una prostituta en París, aunque regresó a Gran Bretaña justo antes de la Revolución francesa en 1789. 
En 1794, volvió a Francia y atrajo la atención del diplomático francés Charles Maurice de Talleyrand, con quien convivió hasta 1802, fecha en la que Napoleón Bonaparte presionó a Talleyrand para que se casara con ella. Después de casarse, se fueron separando gradualmente. Madame Talleyrand comenzó a vivir sola, aunque su marido le dio suficiente dinero para vivir lujosamente en Londres. 
Durante los últimos años de su vida regresó a París, donde recibía a los escritores ingleses. Murió el 10 de diciembre de 1834.